# Oroszországi Szovjet Szövetségi Szocialista Köztársaság
Az Oroszországi Szovjet Szövetségi Szocialista Köztársaság (Oroszországi SZSZSZK vagy OSZSZSZK; oroszul: Росси́йская Сове́тская Федерати́вная Социалисти́ческая Республика; másként Oroszországi Szovjet Föderatív Szocialista Köztársaság, OSZFSZK, Oroszországi Szovjetköztársaság, Oroszországi Föderáció vagy egyszerűen Oroszország) a leghosszabb ideig fennálló kommunista állam. 1917-től 1922-ig, az oroszországi polgárháború idején Szovjet-Oroszország néven független, majd 1922-től a Szovjetunió legnagyobb és legnépesebb tagállama az unióból történt kilépéséig, 1991-ig. A Szovjetunió felbomlásának időszakában rövid ideig, 1990-ben és 1991-ben az Oroszországban hozott törvények elsőbbséget élveztek a Szovjetunióban hozottakhoz képest. A fentebb említett ok miatt az utolsó két évben igen nehéz volt a végrehajtó és az ítélkező hatalom működése. Az Oroszországi SZSZSZK föderáció volt a szovjet föderáción belül: területén 1989 végén 16 kisebb-nagyobb autonóm köztársaság, 5 autonóm terület, 10 autonóm körzet, 6 határterület és 49 terület létezett. A legnagyobb etnikai csoportot az oroszok alkották. Az Oroszországi SZSZSZK fővárosa Moszkva volt, jelentős városa volt még Leningrád, Novoszibirszk, Szverdlovszk, Gorkij, Kazán és Ufa.
Az Oroszországi SZSZSZK gazdasága a nehéziparra koncentrálódott, a Szovjetunió áramtermelésének több mint 60%-át adta. 1961-re a világ harmadik legnagyobb kőolajtermelő nagyhatalma lett, köszönhetően az új Volga-uráli és szibériai olajmezők felfedezésének. Termelésében csupán az Amerikai Egyesült Államok és Szaúd-Arábia előzték meg. 1974-ben 475 felsőoktatási intézmény működött az országban, ahol 23 941 000 diák 47 nyelven tanulhatott. A területileg szervezett közegészségügyi szolgáltatások hálózata egészségügyi ellátást biztosított. 1985 után, a Gorbacsov-féle "peresztrojka" kormányzás alatt az ország gazdaságát sikerült talpra állítani, amely az  1970-es évek vége óta, Leonyid Brezsnyev kormányzása alatt a stagnálás jeleit tudta csak kimutatni.
Az Oroszországi Szovjetköztársaság 1917. november 7-én (régi naptár szerint október 25-én), az októberi forradalom alatt jött létre mint szuverén állam és a világ első államszocialista országa. Az első alkotmányt 1918-ban adták ki. 1922-ben, az Orosz SZSZSZK, az Ukrán SZSZK, a Belorusz SZSZK és a Kaukázusontúli SZSZSZK megalapították a Szovjetuniót. Az 1977-es szovjet alkotmány kimondta, hogy "a tagköztársaságok szuverén [...] államok, amelyek egyesültek [...] a Szovjetunióban" és "minden tagköztársaságnak joga van következmények nélkül kiválni az unióból". 1990. június 12-én a Népbiztosok Kongresszusa elfogadta az állami szuverenitás nyilatkozatát, meghatározták a hatalmi ágak szétválasztását (a szovjet kormányzási forma helyett), létrehozták az orosz állampolgárságot és utat engedtek az unióból való kiválásnak. 1991. június 12-én Borisz Jelcint (1931–2007) választották meg a ma is fennálló Oroszországi Föderáció első elnökének.
Az 1991-es augusztusi puccs volt az utolsó lépés a Szovjetunió megszűnését illetően. 1991. december 8-án, Oroszország, Ukrajna és Fehéroroszország államfői aláírták a Szovjetunió megszüntetéséről szóló nyilatkozatot. A megszűnést az a három utódállam kiáltotta ki, amelyek eredetileg alapító tagköztársaságok voltak (a Kaukázusontúli SZSZSZK 1936-ban megszűnt, a helyén létrejött Grúz, Örmény és Azerbajdzsáni SZSZK nem lettek hivatalos alapító tagköztársaságok), helyette létrehozták a Független Államok Közösségét (FÁK). 1991. december 12-én a Legfelsőbb Szovjet (az Oroszországi SZSZSZK parlamentje) is elfogadta a döntést. Ugyanekkor az Oroszországi SZSZSZK hatályon kívül helyezte a Szovjetunió létrehozásáról szóló szerződést és de facto kikiáltotta Oroszország függetlenségét a Szovjetuniótól és megszakította a kapcsolatot a többi szovjet szocialista köztársasággal.
1991. december 25-én Gorbacsov, mint a Szovjetunió elnökének (és a Szovjetunió Kommunista Pártjának főtitkárának), lemondását követően az Orosz SZSZSZK-t átnevezték Oroszországi Föderációvá, amivel Borisz Jelcin ismét létrehozott egy független Oroszországot. Éjfélkor levonták a Szovjetunió zászlaját a moszkvai Kreml tornyairól, másnap, december 26-án formálisan is megszűnt a Szovjetunió. A Legfelsőbb Szovjet, amely akkor a Szovjet parlament egyetlen működő kamarája volt (a másik kamara, a Szovjetek Uniója már akkor elveszítette működési lehetőségét, amikor a kiváló tagköztársaságok visszahívták képviselőik többségét) felfüggesztette a működését. A Szovjetunió felbomlása után Oroszország bejelentette, hogy átveszi a felbomlott központi szovjet kormány jogait és kötelezettségeit, ideértve az ENSZ-tagságot és a Biztonsági Tanácsban való állandó tagságot, de eredetileg nem kívánta átvenni a Szovjetunió külföldi adósságait és eszközeit (az egykori A Szovjet Vörös Hadsereg és a nukleáris fegyverek a kormány kezében maradtak.
Az 1978-as orosz alkotmányt többször módosították, hogy tükrözze a demokráciára, a magántulajdonra és a piacgazdaságra való áttérést. Az alkotmányos válság után 1993. december 25-én hatályba lépő új orosz alkotmány teljesen eltörölte a szovjet kormányzati formát, és azt egy félig elnöki rendszerrel váltotta fel.

## Elnevezése
Amikor 1917. november 7-én (a régi orosz naptár szerint október 25-én) az októberi forradalom eredményeként létrejött az oroszországi szovjetköztársaság, a hivatalos elnevezéséről még nem döntöttek. Az új hatalom ellenzőinek körében használatos volt a Szovgyepija gúnynév, ami a "(munkás-, paraszt- és katona-)küldöttek tanácsa" (szovjet gyeputatov) kifejezésből alkotott mozaikszó.
A III. Összoroszországi Szovjetkongresszus 1918. január 25-én az ország hivatalos elnevezését Oroszországi Szovjetköztársaságra változtatta. 1918. július 10-én, az első orosz alkotmányban az Oroszországi Szocialista Szövetségi Szovjetköztársaság (OSZSZSZK) elnevezést határozták meg.
Az OSZSZSZK-t idegen államok először 1920-ban ismerték el: Finnország, Észtország, Lettország és Litvánia a tartui béke egyik feltételeként ismerték el a kommunista államot. A sorhoz később csatlakozott a rövid életű 1919-es Ír Köztársaság.
Az OSZSZSZK 1922. december 30-án három másik szovjetköztársasággal megalapította a Szovjet Szocialista Köztársaságok Szövetségét, vagyis a Szovjetuniót. A tagköztársaságok hivatalos elnevezését az 1936-os szovjet alkotmány módosította úgy, hogy a népnév után a "szovjet" és a "szocialista" jelzők következtek, kivéve az OSZSZSZK-t, amelynek elnevezésében e két szó közé a "szövetségi" jelző is szerepelt (Oroszországi Szovjet Szövetségi Szocialista Köztársaság).
1991. december 25-én, a Szovjetunió felbomlása során (valójában december 26-án) a köztársaság hivatalos elnevezése Oroszországi Föderáció lett. Ezt a nevet 1992. április 21-én iktatták be az 1978-ban kiadott alkotmányba annak módosításával, majd ugyanez került be az 1993-as alkotmányba is.

## Földrajz
Az Oroszországi SZSZSZK teljes területe 17 125 200 km² volt, ezzel a legnagyobb volt a tagköztársaságok között déli szomszédja, a Kazah SZSZK előtt.
Az Oroszországi SZSZSZK nyugaton Lengyelországgal, Skandináviában Norvégiával és Finnországgal, Ázsiában pedig a Koreai Népi Demokratikus Köztársasággal (Észak-Korea),a Mongol Népköztársasággal (Mongólia) és a Kínai Népköztársasággal (korábban a Kínai Köztársasággal; 1911–1949) volt határos. A Szovjetunión belül Európában az Ukrán SZSZK (ma Ukrajna), a Belorusz SZSZK (ma Fehéroroszország), az Észt SZSZK (ma Észtország), a Lett SZSZK (ma Lettország) és a Litván SZSZK (ma Litvánia), Ázsiában az Azerbajdzsáni SZSZK (ma Azerbajdzsán), a Grúz SZSZK (ma Grúzia) és a Kazah SZSZK (ma Kazahsztán) rendelkezett közös határral az Oroszországi SZSZSZK-val.
Az Oroszországi SZSZSZK területének nagyjából 70%-a nagy kiterjedésű síkságból állt, hegyvidéki és tundrás földterületek elsősorban Közép-Ázsiában, Kelet-Ázsiában és Szibériában feküdtek. A terület ásványi erőforrásokban gazdag, beleértve a kőolajat, a földgázt és a vasércet.

## Történelme

### Korai évek (1917–1920)
A szovjet kormány 1917. november 7-én hatalomra került, közvetlenül azután, hogy az ideiglenes orosz kormányt, amelyet a szociáldemokrata Alekszandr Kerenszkij irányított, és amely az Orosz Köztársaságot kormányozta, az októberi forradalom megdöntötte. Az államot, amelynek hivatalos neve nem volt, a szomszédos országok még öt hónapig nem ismerték el és nem vettek fel diplomáciai kapcsolatot.
1918. január 25-én, a harmadik Minden Oroszok Szovjet Kongresszusán az el nem ismert államot Orosz Szovjetköztársaságnak nevezték el. 1918. március 3-án aláírták a breszt-litovszki békét, amely véget vetett a háborúnak a keleti fronton. A békében Németország hatalmas keleti területekkel gyarapodott, ahol saját bábállamokat kezdett kialakítani. 1918. július 10-én az új orosz alkotmány megváltoztatta az ország elnevezését Oroszországi Szocialista Szövetségi Szovjetköztársaságra. 1918-ban még több állam szakad ki és függetlenedett a polgárháború alatt, így jóval lecsökkent a bolsevikok uralta terület.
1920-ban az Oroszországi SZSZSZK-t a tartui békében Finnország, Észtország, Lettország és Litvánia ismerte el.

### 1920-as évek

Az OSZSZSZK 1922-ben

Az OSZSZSZK 1924-ben

Az OSZSZSZK 1929-ben

1922. december 30-án, az első Szovjetunió Kongresszusán, Oroszország az Ukrán Szovjet Szocialista Köztársasággal, a Belorusz Szovjet Szocialista Köztársasággal és a Kaukázusontúli Szovjet Szövetségi Szocialista Köztársasággal együtt megalapították a Szovjetuniót. A szerződést az 1924-es szovjet alkotmány is tartalmazta, amelyet 1924. január 31-én fogadtak el a Szovjetunió Tizedik Kongresszusán.

Az Oroszországi SZSZSZK 1925. évi alkotmányának 1. fejezetének 3. bekezdése a következőt állapította meg:
Az Orosz Szocialista Szövetségi Szovjetköztársaság népeinek akaratával, akik a Szovjet Szocialista Köztársaságok Szövetségét hozták létre a Szovjetunió Tizedik Kongresszusán. Az Orosz Szocialista Szövetségi Szovjetköztársaság, amely a Szovjet Szocialista Köztársaságok Szövetségének a része, az Alkotmányának 1. cikkelye szerint a hatalmi szervezeteket átadja a Szovjet Szocialista Köztársaságok Szövetségének kormányának.

### 1930-as évek

Az OSZSZSZK 1936-ban

1932-33 folyamán, a nagy éhínség idején az Oroszországi SZSZSZK lakosai is szenvedtek az élelmiszerhiánytól. A legsúlyosabban érintett területek a Volga mente; az Észak-Kaukázus; az Urál; a Krím; Nyugat-Szibéria; és a Kazah ASZSZK. 1936. december 5-én elfogadták az ország sztálinista alkotmányát, amely jelentősen megváltoztatta az OSZSZSZK területét. A Kazah ASZSZK és a Kirgiz ASZSZK tagköztársaságok lettek, mint Kazah Szovjet Szocialista Köztársaság (ma Kazahsztán) és Kirgiz Szovjet Szocialista Köztársaság (ma Kirgizisztán). A Kara-kalpak ASZSZK az Üzbég SZSZK (ma Üzbegisztán) része lett.
Az OSZSZSZK nevét az 1937-es orosz alkotmány véglegesítette, mint Oroszországi Szovjet Szocialista Szövetségi Köztársaság.

### 1940-es évek

Az OSZSZSZK 1940-ben

1943-ban a Karacsáj Autonóm Területet Joszif Visszarionovics Sztálin (1878-1953) személyes utasítására szüntették meg. A karacsájokat ekkor Közép-Ázsiába száműzték a Náci Németországgal való együttműködés feltételezése miatt a második világháború alatt (1941–1945), területüket a Grúz SZSZK-ba olvasztották.
1944. március 3-án Sztálin utasítására a Csecsen-Ingus ASZSZK is megszűnt, lakóit szintén Közép-Ázsiába deportálták szeparatizmus vádja alatt. Az ASZSZK területe az Oroszországi SZSZSZK és a Grúz SZSZK között lett felosztva.
1944. október 11-én Oroszország bekebelezte a Tuvai Népköztársaságot Tuvai autonóm terület néven, amely 1961-ben Tuvai Autonóm Szovjet Szocialista Köztársaság lett.
Miután a Szovjetunió 1944-45 folyamán sikeresen visszafoglalta Észtországot és Lettországot, majd az OSZSZSZK kisebb határmenti területeket szerzett Ivangorod, Popovka és a Pszkovi-tó környékéről.
A második világháború végén a Vörös Hadsereg elfoglalta Szahalin déli felét és a Kuril-szigeteket a Japán Birodalomtól. A megszerzett területeket az Orosz SZSZSZK kapta meg. A legdélebbi Kuril-szigetek miatt, amelyek közel helyezkedtek el Hokkaidó szigetéhez, továbbra is határvita áll fenn Oroszország és Japán között, amelyet azEgyesült Államokkal a háború lezárásáról szóló 1951-es békeszerződés sem tudott lezárni.
1946. április 17-én, a mai Kalinyingrádi terület— a Porosz Királyság északi területe és Kelet-Poroszország, beleszámítva Königsberget—szovjet megszállás alá került és beolvasztották az OSZSZSZK-ba.

### 1950-es évek
1953. március 5-én, Sztálin halála után Georgij Malenkov lett a Szovjetunió új vezetője.
1954. januárjában Malenkov parancsára a Krímet az Ukrán SZSZK-hoz csatolták.
1955. február 8-án Malenkovot hivatalosan lefokozták miniszterelnök-helyettesé. A Szovjetunió Kommunista Pártjának főtitkára Nyikita Hruscsov lett, akinek hatalmát jelentősen megerősítette korábban betöltött posztjairól származó tapasztalata.
A Karél-Finn SZSZK-t (egyedülállóan az SZSZK-k történetében) 1956-ban lefokozták és beolvasztották az Oroszországi SZSZSZK-ba. Neve Karél Autonóm Szovjet Szocialista Köztársaságra változott.
1957. január 9-én Hruscsov ismét létrehozta a Karacsáj Autonóm Területet és a Csecsen-Ingus ASZSZK-t, valamint a korábbi területeiket is visszacsatolták a Grúz SZSZK-tól.

### A hanyatlás évtizedei
1964-ben Hruscsovot eltávolították tisztségéből, és Leonyid Brezsnyev kapta meg a főtitkári posztot. Hatalma idején a Szovjetunió egyfajta gazdasági stagnáláson esett át. 1982-es halála után a reformjairól híres Gorbacsov csak 1985-ben került hatalomra.

### Az utolsó évek

Az OSZSZSZK és az Oroszországi Föderáció zászlaja 1991-től 1993-ig

1990. május 29-én Borisz Jelcint választották meg az oroszországi Legfelsőbb Szovjet élére. A köztársasági Népi Képviselőház Kongresszusa 1990. június 12-én elfogadta az Orosz Állami Szuverenitás Nyilatkozatát, amely a "törvények háborújának" kezdete volt, a Szovjetunió és az Orosz Föderáció, valamint a többi alkotmányos köztársasággal szemben.
1991. március 17-én, az első sikeres elnöki választás után létrejött az orosz elnöki cím. Június 12-én, Borisz Jelcint a szavazatok nagy többségével választották elnökké. 1991. augusztus 19–21 között, a sikertelen moszkvai puccs alatt Jelcin az akkor a Krímben tartózkodó szovjet elnököt, Gorbacsovot támogatásáról biztosította.
Miután a "nyolcak csoportjának" puccsa kudarcba fulladt Gorbacsov ellen, 1991. augusztus 23-án Jelcin aláírta a Szovjetunió Kommunista Pártjának betiltását indítványozó törvényt, amely az egész mai Oroszországra érvényes volt. November 6-án jött a következő lépés, a Szovjetunió összes, még működő kommunista pártjait kitiltották Oroszországból.
1991. december 8-án, a Breszt  melletti Viskuli-ban Borisz Jelcin orosz, Sztanyiszlav Suszkevics fehérorosz és Leonyid Kravcsuk ukrán elnök aláírták a Független Államok Közösségének alapító okiratát (ismertebb nevén a Belaveza-egyezményt). A preambulumból és tizennégy cikkből álló dokumentum azt állította, hogy a Szovjetunió a nemzetközi jog és a geopolitikai valóság ténye óta megszűnt. Azonban a népek történelmi közössége, a kétoldalú egyezmények, a demokratikus jogállamiság iránti vágy, a kölcsönös elismerésen és az állami szuverenitáson alapuló kapcsolatok fejlesztésére irányuló szándék hatására jött létre a Független Államok Közössége. December 12-én a Legfelsőbb Szovjet is elfogadta a döntést egy szavazással: 188 támogató, 6 ellenző és 7 tartózkodó. Ugyanazon a napon a Legfelsőbb Szovjet hatályon kívül helyezte a Szovjetunió alapító törvényét visszahívta a Legfelsőbb Szovjet orosz képviselőit a Szovjetunió összes tagköztársaságából. Ennek a törvénynek a jogszerűsége gyakran sok tárgyalásnak a témája, mivel az akkor érvényben lévő, 1978. évi orosz alkotmány  (alapjog) szerint az orosz Legfelsőbb Szovjetnek erre nem volt joga. Azonban ebben az időben a szovjet kormányzat többé-kevésbé tehetetlen és működésképtelen volt, és semmilyen helyzetben sem volt kifogásolhatatlan a működése. Bár a december 12-i szavazást gyakran egybeveszik azzal az eseménnyel, amikor az Orosz Föderáció elszakadt az összeomló Szovjetuniótól, ez nem így van. Úgy tűnik, hogy az Orosz Föderáció politikusai úgy vélték, hogy nem lehetett szétválni egy olyan entitásról, amely akkor már nem létezett.
December 24-én Jelcin értesítette az Egyesült Nemzetek Szervezetének főtitkárát hogy Oroszország a FÁK tagállamainak egyetértésével az ENSZ Szingapúri Szövetségének valamennyi ENSZ-szervezetének engedélyével (beleértve az ENSZ Biztonsági Tanácsa állandó tagságát) átveszi a Szovjetunió tagságát. Emiatt Oroszországot az ENSZ egyik alapító országának ismerik el (1945. október 24.) Ukrajnával és Fehéroroszországgal együtt. December 25-én, nem sokkal Gorbacsov szovjet elnök lemondását követően, az Oroszországi SZSZSZK-t átnevezték Oroszországi Föderációvá, ezzel együtt Jelcin lett Oroszország államfője. Ugyanazon az estén a szovjet zászlót levonták a középületekről, helyükre a világos trikolórt helyezték el. Másnap hivatalosan is megszűnt létezni a Szovjetunió. Eredetileg a megszűnést 1992. január 6-ára időzítették, de Gorbacsov lemondásával felgyorsultak az események. A törvény szerint 1992-ben még engedélyezték az OSZSZSZK név használatát a hivatalos ügyletekhez (űrlapok, pecsétek és bélyegzők).

### A Szovjetunió után (1991–1993)
Oroszország jelentős változáson esett át a piacgazdaságra való áttérés érdekében, olyan fontos alapok  bevezetésével, mint a piac által meghatározott árak, vagy a két alapvető és egymástól kölcsönösen függő cél – makrogazdasági stabilizáció és gazdasági szerkezetátalakítás – elérése a központi tervezésről a piaci alapú gazdaságra. Az előbbiek hatására olyan költségvetési és monetáris politikákat vezettek be, amelyek a stabil árak és árfolyamok környezetében a gazdasági növekedést elősegítik. Az utóbbi a kereskedelmi és az intézményi entitásokat – a bankokat, a magántulajdonokat és a kereskedelmi jogi szabályokat – teremtette meg, amelyek lehetővé teszik a gazdaság hatékony működését. A hazai piacok megnyíltak a külkereskedelem és a befektetők előtt, ezáltal az orosz gazdaság és a világ többi részének összekapcsolása fontos előrelépést jelentett e célok elérésében. A Gorbacsov-kormányzat nem foglalkozott ezekkel az alapvető célokkal. A Szovjetunió bukása idején az Orosz Föderáció Jelcin-kormánya elkezdte felszámolni a makrogazdasági stabilizáció és a gazdasági szerkezetváltás problémáit. 1996 közepére azonban az eredmények összekeveredtek.[forrás?]
A posztszovjet Oroszországban a hatalom központja és a gazdasági reformok politikai válsága és kivérzése 1993 őszére tehető. Jelcin, aki a radikális privatizációkat képviselte, a parlamentben ellenzékbe került. A rendelet elnöki erejével szembeni ellenzés és fenyegetés hatására az elnök "feloszlatta" a parlamentet 1993. szeptember 21-én, a meglévő alkotmány megsértésével, új választásokat írt ki és népszavazást rendelt el az új alkotmány elfogadása érdekében. A parlament ezután bejelentette, hogy Jelcint nem ismerik el elnöknek, helyette Aleksandr Ruckoj-t nevezték ki szeptember 22-én. A feszültségek gyorsan erőszakba torkolltak, miután október 2-3-án utcai zavargások törtek ki a nagyobb orosz városokban. Október 4-én Jelcin parancsot adott a különleges erőknek és az elit hadsereg egységeinek, hogy rohanják le a parlament épületét, a "Fehér Ház" fedőnév alatt. A parlamentet védők nem rendelkeztek komoly katonai támogatással, ezért az elnöki győzelem nem volt kétséges. Ruckoj, Kasbulatyov és a többi parlamenti támogató megadta magát, és azonnal letartóztatták őket. A hivatalos számok szerint az összecsapásban 187-en haltak meg és 437-en sebesültek meg (több ember halt és sebesült meg az elnöki oldalon).[forrás?]

## Kormányzat
Az Oroszországi SZSZSZK kormányát mindenki úgy ismerte, mint a Népbiztosok Tanácsát (1917–1946), majd Minisztertanácsát (1946–1991). Az első kormányt Lenin vezette, mint az Oroszországi SZSZSZK Népbiztosok Tanácsának elnöke. Annak utolsó elnöke Borisz Jelcin volt, aki egy személyben volt állam- és kormányfő.
Az Oroszországi SZSZSZK egyetlen legálisan működő pártja a Szovjetunió Kommunista Pártja volt, egészen az 1991. augusztusi puccsig, amely hatására Borisz Jelcin betiltotta a SZKP-t, helyette létrejött az Oroszországi SZSZSZK Kommunista Pártja.

### Autonóm köztársaságok az OSZSZSZK-ban
- A Turkesztáni ASZSZK 1918. április 3-án jött létre a korábbi Turkesztáni Főkormányzóság területén. A Szovjetunió népeinek elszeparálását célzó intézkedések hatására a Turkesztáni ASZSZK-t a Hivai és Buharai Népi Szovjetköztársaságokkal együtt 1924. október 24-én megszüntették, helyükön létrejött a Türkmén és az Üzbég SZSZK, valamint a Tádzsik ASZSZK, amely 1929-től teljes jogú tagköztársaság Tádzsik SZSZK néven. A szintén újonnan létrehozott Kirgiz, illetve Kara-Kirgiz AT az Oroszországi SZSZSZK irányítása alá került. Később ezek az autonóm területek is teljes jogú tagköztársaságok lettek Kirgiz, illetve Kazah SZSZK néven, 1936-tól.
- A Baskír ASZSZK 1919. március 23-án jött létre a baskírok lakta Orenburgi kormányzóság északi részeiből. 1990. október 11-én a helyi kormány kijelentette az állami szuverenitást Baskír SZSZK néven. 1992-ben megalakult a Baskír Köztársaság, amely Oroszország egyik köztársasága.
- A Tatár ASZSZK 1920. május 27-én jött létre a tatárok által többségében lakott Kazáni kormányzóságból. 1990. október 30-án a helyi kormány kikiáltotta a Tatár Köztársaságot, 1991. október 18-án pedig függetlenné nyilvánították az országot. Az orosz alkotmánybíróság 1992. március 13-án hatályon kívül helyezte a nyilatkozatot. 1994 februárjában külön megállapodást kötöttek Moszkvával, így Tatárföld a Föderáció egyik köztársasága lett.
- A Kirgiz ASZSZK 1920. augusztus 26-án jött létre az Uráli, a Turgaji, és a Szemipalatinszki tartományokból, valamint Transzkaszpia, az Orenburgi kormányzóság és egyes nomád hordák területeiből, akiket a köznyelv kigizeknek nevezett (valójában a mai kazahokat hívták így). 1921-ben az Omszki kormányzóságtól, majd 1924-ben a Jetyszui kormányzóságtól, a Szír-darjai területtől és a Szamarkandi területtől kapott újabb területeket. 1925. április 19-én átnevezték Kazah ASZSZK-á (lásd lejjebb).
- A Hegyvidéki ASZSZK 1921. január 20-án jött létre, miután a Vörös Hadsereg elfoglalta az Észak-kaukázusi Köztársaságot. 1924. november 7-én az autonóm köztársaságot megszüntették, helyén létrejött a Csecsen, az Észak-Oszét, az Ingus, a Kabard-Balkár és a Karacsáj-Cserkesz Autonóm Terület.
- A Dagesztáni ASZSZK 1921. január 20-án jött létre a korábbi Dagesztáni területből. 1991. szeptember 27-én kikiáltották a Dagesztáni SZSZK-t, majd 1992-től Dagesztáni Köztársaság néven Oroszország egyik köztársasága.
- A Krími ASZSZK 1921. október 18-án jött létre a Krími-félszigeten, miután a Vörös Hadsereg legyőzte Vrangel tábornok csapatait. 1944. május 18-án az ASZSZK-t lefokozták területté, a krími tatárok Közép-Ázsiába való deportálásával egy időben. Sztálin személyesen azzal vádolta meg az ott élőket, hogy szövetkeztek a Náci Németországgal a háború alatt. 1954. február 19-én a Krímet az Ukrán SZSZK-hoz csatolták Malenkov parancsára. Az ASZSZK-t 1991. február 12-én állították helyre, majd szeptember 4-én a terület szuverenitását. 1992. május 5-én kikiáltották a Krími Köztársaságot. Május 13-án az ukrán parlament elutasította a függetlenségi nyilatkozatot, de autonómiát ígért a krímieknek, akik ezt elfogadták. 2014. márciusában, az ukrán megmozdulások alatt Oroszország megszállta a Krímet és létrehozta a Krími Köztársaságot, mint a Föderáció 22. köztársaságát és a szövetségi jelentőségű Szevasztopol közigazgatási kerületet.
- A Jakut ASZSZK 1922. február 16-án jött létre,  miután a Jakut Autonóm Területet "előléptették". 1990. szeptember 27-én a belpolitikai szuverenitás kikiáltásakor az országot átnevezték Jakut-szaha SZSZK-á. 1991. december 21-től Oroszország egyik köztársasága Szaha Köztársaság néven.
- A Burját ASZSZK 1923. március 30-án jött létre, miután a Vörös Hadsereg elfoglalta a Távol-Keleti Köztársaságot. Ezért is hívták 1958. július 7-ig Burját-mongol ASZSZK-nak. Ekkor azonban elhagyták a "mongol" jelzőt, mivel akkor már nagyon kevés mongol élt a területen. 1991. március 27-én jött létre a Burját Köztársaság, amely Oroszország egyik köztársasága lett.
- A Karél ASZSZK 1923. július 23-án jött létre, miután a Karéliai Munkáskommünt beolvasztották a Szovjetunió közigazgatási szerkezetébe. A téli háborút lezáró moszkvai békeszerződés rendelkezése szerint a Finnországtól meghódított területeket egyesítették a Karél ASZSZK-val, így 1940. március 31-én létrejött a Karél-Finn SZSZK. 1956. július 16-án a Finnországgal való megbékélésért a Karél-Finn SZSZK-t "lefokozták" Karrél ASZSZK-á. 1991. október 13-tól az állam hivatalos megnevezése Karél Köztársaság.
- A Volgai Német ASZSZK 1924. december 19-én jött létre,miután a Volgai Német Autonóm Területet autonóm köztársasággá "léptették elő". 1941. augusztus 28-án az autonómia megszűnt, miután a volgai németeket a szovjet-német háború miatt Közép-Ázsiába deportálták. Az ASZSZK területét a Szaratovi és a Sztálingrádi (ma Volgográdi) terület között lett felosztva. A volgai németek a háború után nyugatra menekültek
- A Kazah ASZSZK 1925. április 19-én jött létre, miután a Kirgiz ASZSZK-n területi és elnevezési módosításokat hajtottak végre. A sztálinista alkotmány kiadásával a Kazah ASZSZK 1936. december 3-án teljes jogú SZSZK lett. 1990. október 25-én a szuverenitást, 1991. december 16-án pedig a függetlenséget kiáltották ki. A területe ma a Kazah Köztársasághoz tartozik.
- A Csuvas ASZSZK 1925. április 21-én jött létre a Csuvas Autonóm Terület átszervezésekor. 1990. október 26-tól Csuvas Köztársaság néven a Föderáció alanya.
- A Kirgiz ASZSZK 1926. február 1-én jött létre a Kara-Kirgiz Autonóm Terület helyén. Az új szovjet alkotmány életbe lépésekor (1936. december 3.) SZSZK rangot kapott. 1990. december 12-én az ország szuverenitását,1991. augusztus 31-én a függetlenségét kiáltották ki, ma a Kirgiz Köztársaság része.
- A Karakalpak ASZSZK 1932. március 20-án alakult meg a Kara-kalpak Autonóm Terület utódjaként. 1936. december 5-én az Üzbég SZSZK közigazgatási egysége lett. 1964-ben elhagyták nevéből a kötőjelet. A szovjet közigazgatás leváltására 1991. december 21-én került sor, azóta az autonómia az Üzbég Köztársaság része Karakalpaksztán Autonóm Köztársaság néven.
- A Mordvin ASZSZK 1934. december 20-án jött létre a Mordvin Autonóm Terület előléptetésével. 1990. december 13-án a kormány önhatalmúlag SZSZK-á alakította az autonómiát. 1991. január 25-től Mordvin Köztársaság néven Oroszország egyik köztársasága.
- Az Udmurt ASZSZK nyolc nappal később, december 28-án jött létre az Udmurt Autonóm Terület előléptetésével. 1990. szeptember 20-tól szuverén, 1991. október 11-től Udmurt Köztársaság néven Oroszország része.
- A Kalmük ASZSZK 1935. október 20-án jött létre a Kalmük Autonóm Terület helyén. 1943. december 27-én, a kalmükök deportálásával együtt az ASZSZK-t is megszüntették, területét felosztották a szomszédos orosz területek és határterületek között. 1957. január 9-én ismét megalakult a Kalmük Autonóm Terület a jelenlegi határai között, először a Sztavropoli határterület részeként. 1958. július 19-től ismét Kalmük ASZSZK az autonómia elnevezése. 1992. március 31-től Kalmük Köztársaság.
- A Kabard-Balkár ASZSZK szintén 1936. december 5-én jött létre, a Kabard-Balkár AT "előléptetésével". A balkárok deportálása után, 1944. április 8-tól az ASZSZK nevéből elhagyták a "Balkár" elemet. Az átalakulás során létrejött Kabard ASZSZK egyes területei a Grúz SZSZK-hoz kerültek. 1957. január 9-én, a balkárok visszatérésével ismét visszaállt az 1944 előtti állapot. 1991. január 31-én az ASZSZK saját magát SZSZK-á minősítette, majd 1992. március 10-én csatlakozott az Oroszországi Föderációhoz, mint Kabard- és Balkárföld.
- Az Észak-Oszét ASZSZK is 1936. december 5-én jött létre az Észak-Oszét Autonóm Terület átalakításával. 1990. december 26-án a kormány nem hivatalosan SZSZK-á nyilvánította az autonómiát, de egy évvel később már Észak-Oszétia az Oroszországi Föderáció része lett.
- A Csecsen-Ingus ASZSZK 1936. december 5-én jött létre a sztálinista alkotmány elfogadásakor. 1944. március 7-én az ASZSZK megszűnt, a csecseneket és az ingusokat kitelepítették korábbi lakóhelyükről. Az ASZSZK területét a Grozniji terület és a Sztavropoli határterület között lett felosztva. Március 22-én átszervezték a környék közigazgatását, ekkor a korábbi ASZSZK területén az Észak-Oszét ASZSZK, a Dagesztáni ASZSZK és a Grúz SZSZK osztozkodott. Ez az állapot 1957. január 9-ig állt fenn, amikor a Csecsen-Ingus ASZSZK-t a korábbi területén helyreállították. 1990. november 27-én kikiáltották a Csecsen-Ingus Köztársaságot. 1991. június 8-án a második Csecsen Nemzeti Kongresszus döntést hozott a teljes függetlenség kikiáltásáról. Szeptember 6-án egy puccs során leváltották a szovjet kormányzatot. De facto, minden kormányzati szerv az Icskeriai Csecsen Köztársasághoz került, amelyet hivatalosan november 1-én kiáltottak ki. Az ingusok 1991. november 28-án megkapták az engedélyt a függetlenségi népszavazás kiírására, amelyet siker koronázott. Így az 1992. június 4-én létrejött Ingus Köztársaság az Oroszországi Föderáció része lett. Ugyanez a de jure esemény hozta létre a csecsen államot, amely 1994 és 1996 között háborúban állt Oroszországgal. A csecsenek győzelme nem hozta el a kívánt függetlenséget, mivel a megkötött béke szerint Csecsenföld még mindig de jure az Oroszországi Föderáció tagja maradt. 1999 és 2000 között ismét háború dúlt a Kaukázusban, ekkor azonban Oroszország legyőzte a csecsen és az azokat segítő önkéntes milíciákat. Ezután Csecsenföld is a Föderáció része lett, a jelenlegi törvényes kormány 1999. október 15-én alakult meg.
- A Komi ASZSZK is 1936. december 5-én jött létre a Komi AT előléptetésével. 1990. november 23-án a Komi SZSZK-t, 1992. május 26-án a Komi Köztársaságot alakították meg.
- A Mari ASZSZK az előbbiekkel együtt, 1936. december 5-én alakult meg a Mari AT helyén. 1990. december 22. óta Mari Köztársaság, Oroszországon belül.
- A Tuvai ASZSZK már jóval később, 1961. október 10-én jött létre, a korábbi Tuvai Népköztársaság, majd Tuvai AT területén. 1992. március 31. óta Tuvai Köztársaság.
- Az Altaj ASZSZK 1990. október 25-én jött létre, miután a helyi kormány az Altaj Autonóm Területet ASZSZK-á alakította. 1991. július 3-a óta úgy ismert, mint Altaj köztársaság.
- A Karacsáj-Cserkesz ASZSZK, az OSZSZSZK legutoljára megalakult autonómiája. 1990. november 17-én jött létre a Karacsáj-Cserkesz Autonóm Területből de a következő év nyarán már Karacsáj- és Cserkeszföld néven az Oroszországi Föderáció része.

## Kultúra

### Nemzeti jelképek és ünnepek
Az OSZSZSZK-nak, a Szovjetunióhoz hasonlóan csak olyan ünnepnapjai voltak, amelyek a kommunista ideológiához voltak köthetőek. A "honvédelem napját" február 23-án tartották, azoknak az oroszoknak a tiszteletére, akik hősi halált haltak a második világháború keleti frontján. A naptárban a következő ünnepnap a nemzetközi nőnap volt március 8-án, amelyet egyesítettek az anyák napjával és a Bálint-nappal. A legnagyobb ünnepek közé tartozott a munka ünnepe, május 1-én, a győzelem napja május 9-én és a nagy októberi szocialista forradalom napja november 7-én.
A győzelem napja a második legnépszerűbb munkaszüneti nap Oroszországban, utalva a Harmadik Birodalom legyőzésére és a második világháború európai színterének végére. Ilyenkor Moszkvában, a Vörös téren hatalmas katonai parádét tartanak, és országszerte megemlékeznek a hősökről.

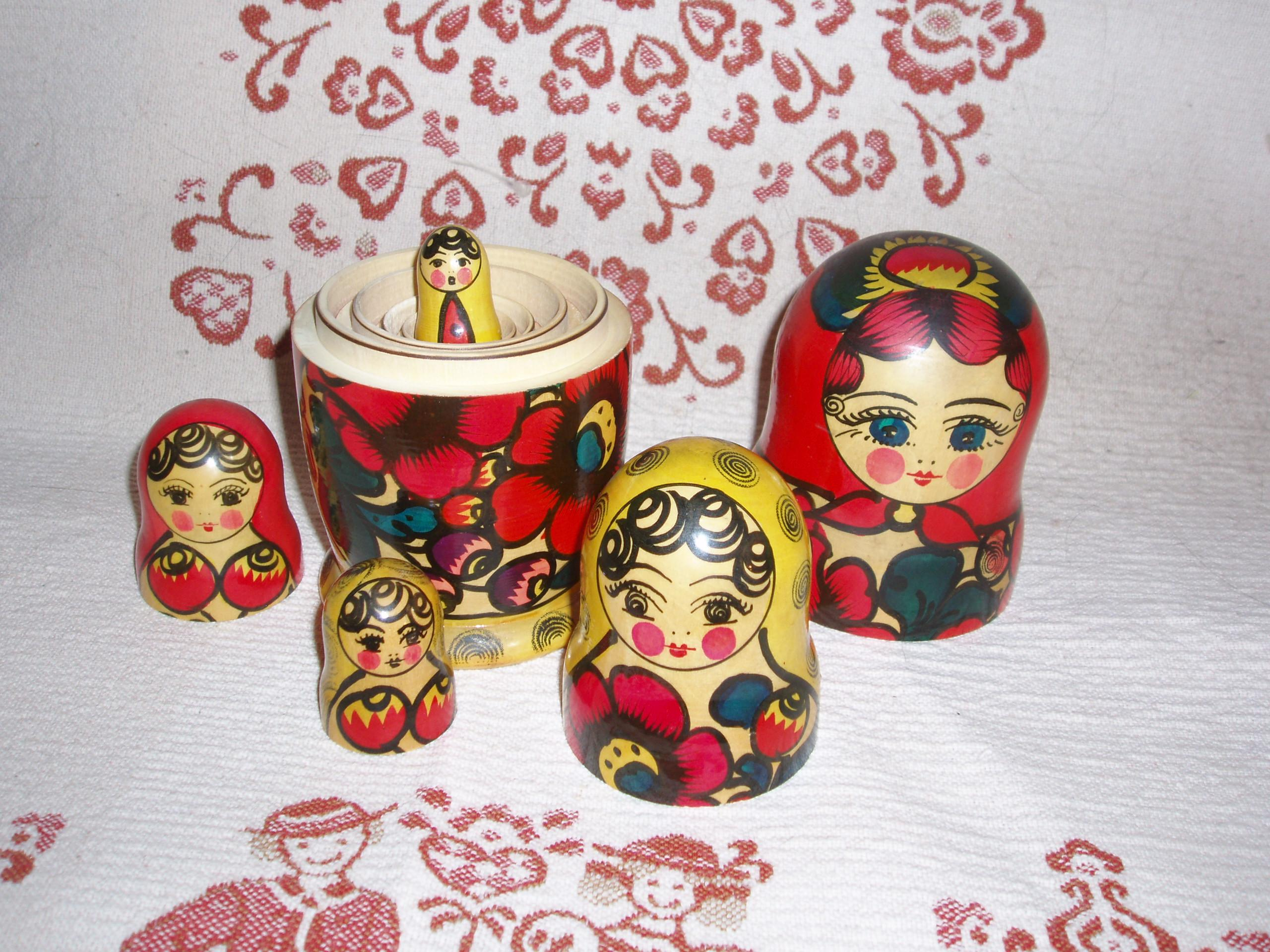
Matrjoska baba darabjai

Az OSZSZSZK 76 éves fennállása során több himnuszt is használtak. 1917-18-ban a munkások marseillaise-je volt a hivatalos, amely a mai francia himnusz átírt változata volt. 1918 és 1991 között a Szovjetunió himnusza volt a hivatalos, így 1944-ig az Internacionálét, attól kezdve pedig a Szergej Vlagyimirovics Mihalkov által írt zenét használták. Az ország mottója, ahogy a többi SZSZK-ban is a "Világ proletárjai, egyesüljetek!" volt. A sarló és a kalapács, csakúgy, mint a Szovjetunió címere is a jelképek sorába tartozott. Ezeket az elemeket gyakran használták középületek díszítésére, azonban a rendszerváltással együtt legtöbbjüket eltávolították. A szovjet vörös csillag is gyakori kelléke volt a mindennapoknak, gyakran katonai felszereléssel és háborús emlékekkel, személyekkel együtt ábrázolták kitűzőkön és jelvényeken. A vörös színt továbbra is tiszteletben tartják, különösen az 1945-ös győzelem emléke miatt.
Az OSZSZSZK nemzeti jelképei sorát tovább gyarapítja a Matrjoska, a moszkvai Kreml és a Boldog Vazul-székesegyház. Az ország nemzeti növénye a kamilla, nemzeti fája a nyír, amelyet Oroszország is átvett. Bár az orosz medve eredete nyugati, az oroszok ezt idővel elfogadták, így a 19. századra ez is orosz jelképpé vált.

### Zászlaja
Az OSZSZSZK zászlaja több változáson is átesett, mire elérte a végleges változatot. Az első zászló 1917-18-ban volt hivatalos. Ezen vörös alapon az ország elnevezése (Россійская Соціалистическая Федеративная Совѣтская Республика, magyarul Oroszországi Szocialista Szövetséges szovjetköztársaság) fehér betűkkel volt jelölve . A második zászlót a polgárháború alatt fogadták el és egészen 1937-ig volt használatban. Ezen a zászlón szintén vörös alapon az ország elnevezése volt látható, de itt már sárga (arany) betűkkel, rövidítve (РСФСР, magyarul OSZSZSZK), a bal felső sarokban egy elkerített mezőben. A betűk nehéz kiolvashatósága miatt 1937-ben egy, a korábbinál egyszerűbb zászlót vezettek be. A vörös-sárga (arany) színhasználatot megtartották de eltávolították a keretet és egyszerűsítették a betűk megjelenését is. A második világháború után a tizenhat SZSZK zászlaja rendkívül hasonló és összetéveszthető volt, ezért 1950-től kezdve folyamatosan megváltoztatták a köztársaságok zászlaját. Először az Ukrán SZSZK zászlaja került sorra, legutoljára pedig az OSZSZSZK-é, 1954-ben. Az eddigi legnagyobb vexillológiai reform során a zászlókból eltávolították a betűket, helyükre "nemzeti" színek kerültek. Az OSZSZSZK zászlaján a rúd felőli (bal) oldalra egy világoskék sáv került, de volt egy sötétebb kék verzió is. Ez a verzió 1991-ig volt hivatalos, amikor is a korábbi zászlók mintájára, egy fehér-világoskék-vörös trikolórt fogadtak el hivatalos zászlónak. Ez a lobogó azonban rövid életű volt, 1993-ban lett hivatalos a ma is ismert zászló, amely Nagy Péter cár alatt született első zászló modern változata.

Az OSZSZSZK zászlaja 1917-1918 között
Az OSZSZSZK zászlaja 1918-1937 között
Az OSZSZSZK zászlaja 1937-1954 között
Az OSZSZSZK zászlaja 1954-1991 között
Az OSZSZSZK zászlaja 1991-1993 között

## Fordítás
- Ez a szócikk részben vagy egészben  a   Russian Soviet Federative Socialist Republic című angol Wikipédia-szócikk ezen változatának fordításán alapul.  Az eredeti cikk szerkesztőit annak laptörténete sorolja fel. Ez a jelzés csupán a megfogalmazás eredetét és a szerzői jogokat jelzi, nem szolgál a cikkben szereplő információk forrásmegjelöléseként.